# Faya-Largeau
Faya-Largeau (også kendt som Faya) er den største by i det nordlige Tchad og er den størse by i det nordlige Tchad, og hovedbyen i regionen Borkou-Ennedi-Tibesti. Det ligger nu i Borkou-regionen, som blev dannet i 2008 fra departementet Borkou i den tidligere Bourkou-Ennedi-Tibesti-region. Byen havde i 1993 en befolkning på 9.867 indbyggere, som i 2023 var vokset til 48.090. 